# Universitat de Sydney
La Universitat de Sydney, University of Sydney, en llatí: Universitas Sidneiensis (de forma comuna dita Sydney University, Sydney Uni, USYD, o Sydney) és una universitat pública australiana. Va ser fundada l'any 1850 i és una de les universitats més prestigioses del món ocupant el lloc 27è mundial. Set guardonats amb el Premis Nobel o el Crafoord han estat afiliats a aquesta universitat.
Aquest universitat consta de facultats i escoles i oferix graus de bachelor master i doctorat. l'any 2011 tenia 32.393 alumnes per sota del graduat (undergraduates) i 16.627 estudiants graduas.

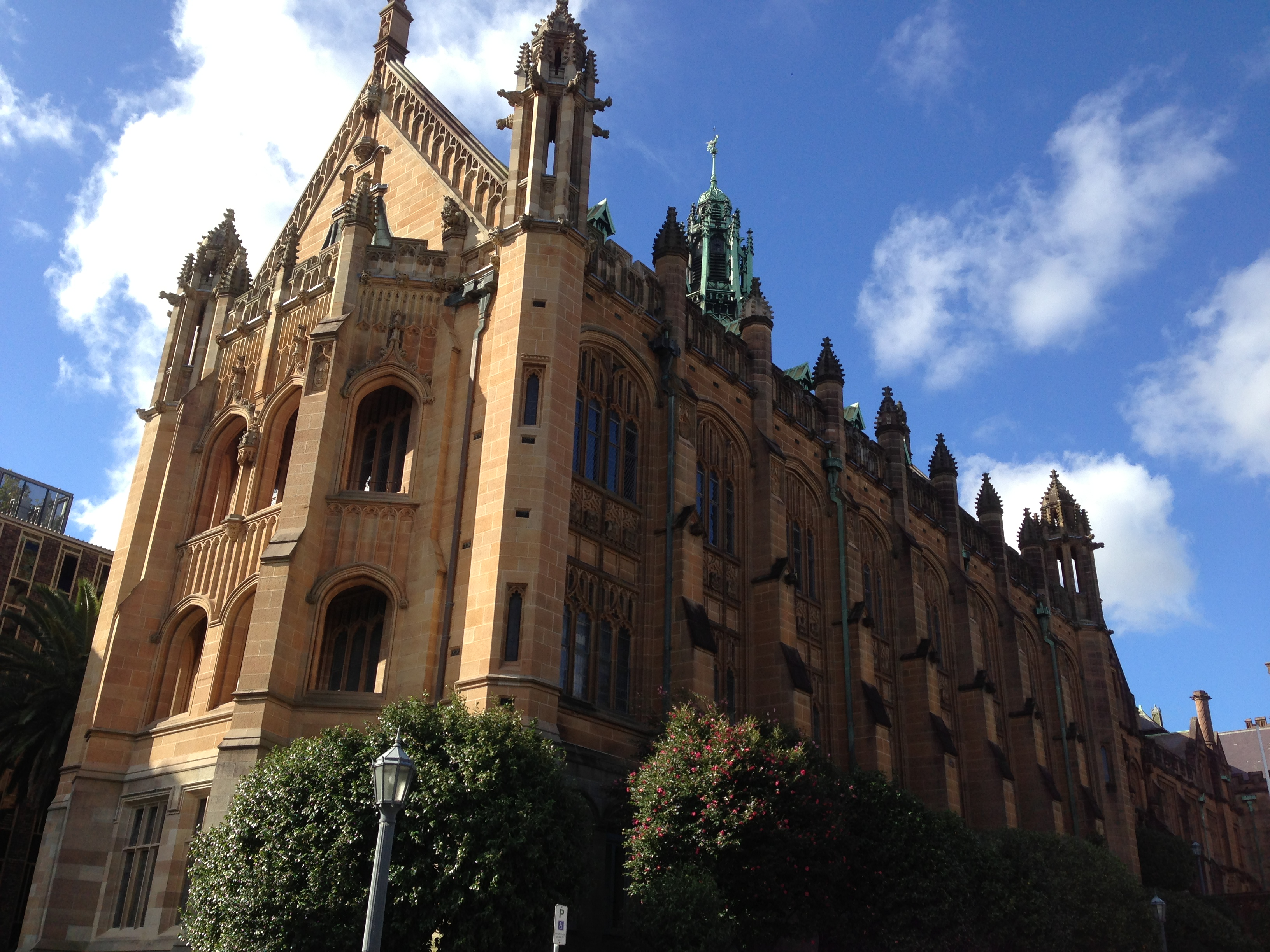
The MacLaurin Hall

El campus principal ha estat classificat com un dels 10 més bonics del món pel diari Daily Telegraph, per The Huffington Post i per Disney Pixar. Es troba als suburbis interiors de la ciutat, a Camperdown i Darlington.
Originàriament la seu universitària estava a Sydney Grammar School, el 1855 el govern concedí a la universitat un terreny a Grose Farm, a tres km de la ciutat, que actualment és el campus de Camperdown. L'arquitecte Edmund Blacket dissenyà en estil neogòtic el sandstone Quadrangle i els edificis Great Tower acabats el 1862.